# Inteeltlijn
Een inteeltlijn wordt gebruikt bij dierproeven en ontstaat door inteelt van bijvoorbeeld muizen: broers en zussen of ouders en kinderen worden gedurende 20 generaties gekruist, zodat de inteeltcoëfficiënt 98,4% (F-factor) bedraagt; dit betekent dat bijna alle allelen identiek zijn bij de verschillende dieren van de inteeltlijn.
Bij de productie van zulke lijnen, zullen een aantal van die lijnen verminderde gezondheid en/of vruchtbaarheid vertonen door opeenstapeling van nadelige recessieve allelen.
Bij de productie van hybriden bij planten wordt gebruik gemaakt van inteeltlijnen, zoals bij de teelt van maïs.